# Martin McDonagh

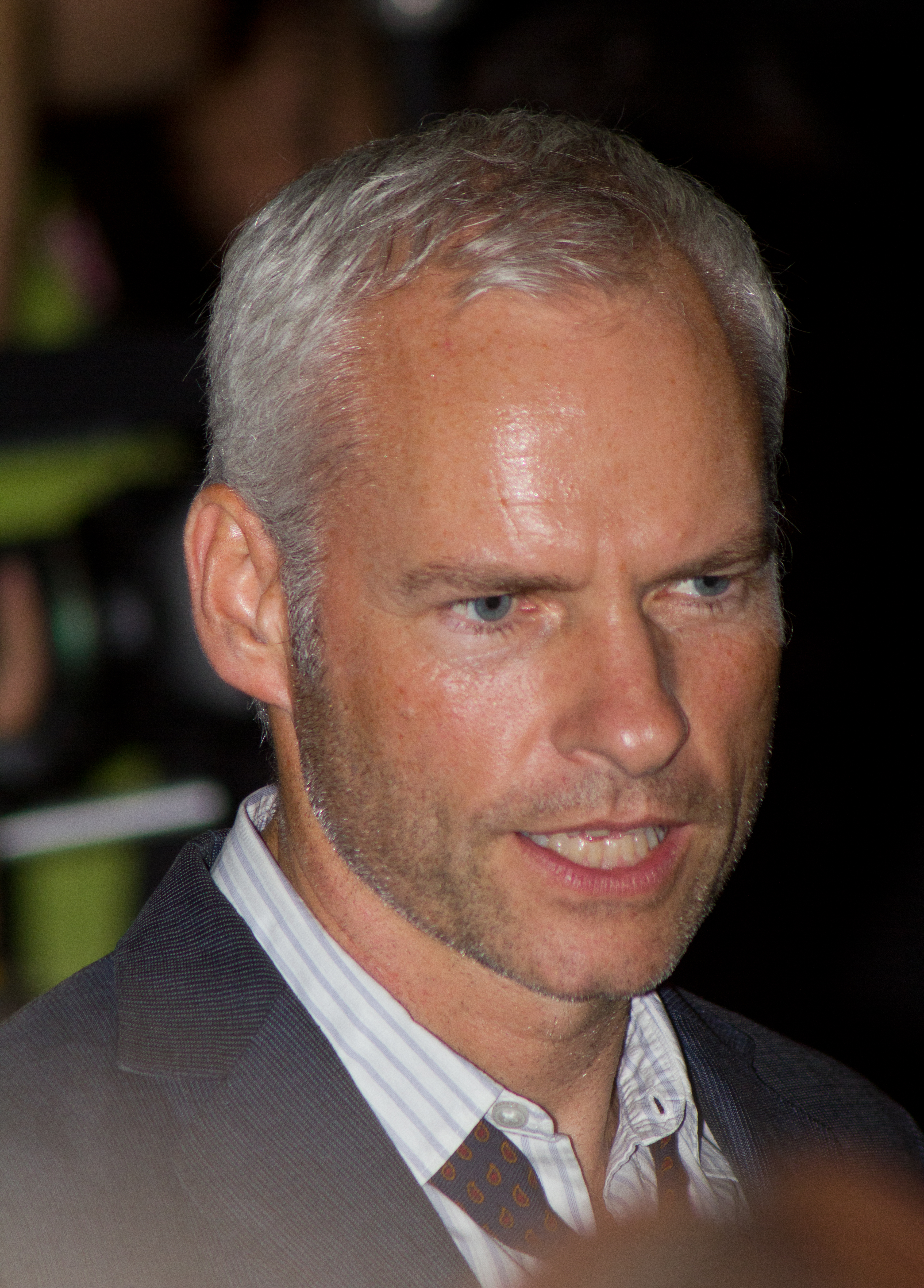
Martin McDonagh auf dem Toronto International Film Festival 2012

Martin McDonagh (* 26. März 1970 in Camberwell, London) ist ein irischer Dramatiker, Filmregisseur, Drehbuchautor und Filmproduzent.

## Leben
McDonagh ist der Sohn nach England ausgewanderter irischer Eltern. Sein älterer Bruder ist der Filmemacher John Michael McDonagh. Seit dem Frühjahr 2018 ist er mit der Schauspielerin und Drehbuchautorin Phoebe Waller-Bridge liiert.
Bekannt wurde er vor allem als Autor zweier dramatischer Trilogien, aber auch als Hörspielautor. Seine Bühnenstücke wurden unter anderem in London und am Broadway aufgeführt und mit verschiedenen Preisen ausgezeichnet.
Im Jahr 2004 gab McDonagh sein Debüt als Filmregisseur mit dem Kurzfilm Six Shooter mit Brendan Gleeson in der Hauptrolle. Für diesen erhielt er 2006 den Oscar in der Kategorie Bester Kurzfilm. Zwei Jahre darauf inszenierte er seinen ersten Langspielfilm, der unter dem Titel Brügge sehen… und sterben? (im Original: In Bruges) in die Kinos kam. Erneut besetzte er Gleeson sowie Colin Farrell in den Hauptrollen. Für beide Werke verfasste McDonagh auch das Drehbuch. Das Drehbuch zu Brügge sehen… und sterben? brachte ihm 2009 den British Academy Film Award und eine Oscar-Nominierung für einen Langspielfilm ein.
2012 folgte mit 7 Psychos eine Actionkomödie, in der unter anderem Colin Farrell, Christopher Walken sowie Abbie Cornish zu sehen sind. McDonagh war auch hier für das Drehbuch verantwortlich. Sein 2017 erschienener Film Three Billboards Outside Ebbing, Missouri mit Frances McDormand als Mutter eines ermordeten Mädchens wurde für sieben Oscars nominiert und gewann in zwei Kategorien.
Im Jahr 2022 erhielt er für seinen vierten Spielfilm The Banshees of Inisherin mit Colin Farrell und Brendan Gleeson eine Einladung in den Wettbewerb der 79. Internationalen Filmfestspiele von Venedig. Das Werk basiert auf einem unveröffentlichten Theaterstück aus McDonaghs Aran Islands Trilogy. In Venedig gewann McDonagh den Drehbuchpreis, während Colin Farrell den Darstellerpreis erhielt. Der Film erhielt zahlreiche weitere Auszeichnungen, darunter drei Golden Globe Awards und neun Oscar-Nominierungen.
Im Jahr 2023 wurde er in die Wettbewerbsjury der 80. Filmfestspiele von Venedig berufen.

## Wiederkehrende Mitwirkende
Martin McDonagh arbeitet bevorzugt mit einem wiederkehrenden Stab. Ben Davis war Kameramann für alle Filme seit 7 Psychos. Die Musik für all seine Filme komponierte Carter Burwell. Als Drehbuchautor arbeitete er bisher immer alleine. Sein meist eingesetzter Schauspieler ist Colin Farrell.
Die nachfolgende Tabelle gibt einen Überblick über die wiederholte Zusammenarbeit von Darstellern und Crew-Mitgliedern
|                    | Brügge sehen … und sterben? (2008) | 7 Psychos (2012) | Three Billboards Outside Ebbing, Missouri (2017) | The Banshees of Inisherin (2022) |
| Schauspieler       | Schauspieler                       | Schauspieler     | Schauspieler                                     | Schauspieler                     |
| ------------------ | ---------------------------------- | ---------------- | ------------------------------------------------ | -------------------------------- |
| Colin Farrell      | Ray                                | Marty Faranan    |                                                  | Pádraic Súilleabháin             |
| Željko Ivanek      | Kanadischer Typ                    | Paulo            | Polizeiwachtmeister                              |                                  |
| Brendan Gleeson a  | Ken                                |                  |                                                  | Colm Doherty                     |
| Sam Rockwell       |                                    | Billy            | Dixon                                            |                                  |
| Abbie Cornish      |                                    | Kaya             | Anne                                             |                                  |
| Woody Harrelson    |                                    | Charlie          | Willoughby                                       |                                  |
| Brendan Sexton III |                                    | Junger Zachariah | Kurzhaariger Typ                                 |                                  |
| Amanda Warren      |                                    | Maggie           | Denise                                           |                                  |
| Kerry Condon       |                                    |                  | Pamela                                           | Siobhán Súilleabháin             |
| Stabsmitglieder    |                                    |                  |                                                  |                                  |
| Drehbuch           | Martin McDonagh                    | Martin McDonagh  | Martin McDonagh                                  | Martin McDonagh                  |
| Kamera             | Eigil Bryld                        | Ben Davis        | Ben Davis                                        | Ben Davis                        |
| Musik              | Carter Burwell                     | Carter Burwell   | Carter Burwell                                   | Carter Burwell                   |
| Schnitt            | Jon Gregory                        | Lisa Gunning     | Jon Gregory                                      | Mikkel E.G. Nielsen              |
| Szenenbild         | Michael Carlin                     | David Wasco      | Inbal Weinberg                                   | Mark Tildesley                   |

## Werke

### Theaterstücke

#### TheLeenaneTrilogy
- The Beauty Queen of Leenane (1996)
- A Skull in Connemara (1997)
- The Lonesome West (1997)

#### The Aran Islands Trilogy
- The Cripple of Inishmaan (1996)
- The Lieutenant of Inishmore (2001)
- The Banshees of Inisheer (2022)

#### Weitere Stücke und Hörspiele
- The Pillowman (2003)
- The Tale of the Wolf and the Woodcutter (Hörspiel)
- A Behanding in Spokane (2010)
- Hangmen (2015), deutschsprachige Erstaufführung in der Übersetzung von Michael Raab im Staatstheater Wiesbaden, 19. November 2016
- A Very Very Very Dark Matter (2018), Premiere am 19. Oktober 2018, Bridge Theatre, London[3]

### Filme
- 2004: Six Shooter (Kurzfilm)
- 2008: Brügge sehen … und sterben? (In Bruges)
- 2012: 7 Psychos (Seven Psychopaths)
- 2017: Three Billboards Outside Ebbing, Missouri
- 2022: The Banshees of Inisherin

## Auszeichnungen (Auswahl)
British Academy Film Award
- 2005: Nominierung als Bester Kurzfilm (Six Shooter)
- 2009: Auszeichnung für das Beste Drehbuch (Brügge sehen … und sterben?)
- 2009: Nominierung als Bester britischer Film (Brügge sehen … und sterben?)
- 2013: Nominierung als Bester britischer Film (7 Psychos)
- 2018: Auszeichnung für das Beste Drehbuch (Three Billboards Outside Ebbing, Missouri)
- 2018: Auszeichnung als Bester Film (Three Billboards Outside Ebbing, Missouri)
- 2018: Auszeichnung als Bester britischer Film (Three Billboards Outside Ebbing, Missouri)
- 2018: Nominierung für den David Lean Award for Direction (Three Billboards Outside Ebbing, Missouri)
- 2023: Auszeichnung als Bester britischer Film (The Banshees of Inisherin)
- 2023: Auszeichnung für das Beste Drehbuch (The Banshees of Inisherin)
- 2023: Nominierung als Bester Film (The Banshees of Inisherin)
- 2023: Nominierung für die Beste Regie (The Banshees of Inisherin)

Internationale Filmfestspiele von Venedig
- 2017: Bestes Drehbuch (Three Billboards Outside Ebbing, Missouri)
- 2022: Bestes Drehbuch (The Banshees of Inisherin)

Oscar
- 2006: Auszeichnung für den Besten nichtanimierten Kurzfilm (Six Shooter)
- 2009: Nominierung für das Beste Originaldrehbuch (Brügge sehen … und sterben?)
- 2018: Nominierung für das Beste Originaldrehbuch (Three Billboards Outside Ebbing, Missouri)
- 2018: Nominierung für den Besten Film (Three Billboards Outside Ebbing, Missouri)
- 2023: Nominierung für den Besten Film (The Banshees of Inisherin)
- 2023: Nominierung für die Beste Regie (The Banshees of Inisherin)
- 2023: Nominierung für das Beste Originaldrehbuch (The Banshees of Inisherin)

Golden Globe Award
- 2018: Auszeichnung für das Beste Drehbuch (Three Billboards Outside Ebbing, Missouri)
- 2018: Auszeichnung für den Besten Film – Drama (Three Billboards Outside Ebbing, Missouri)
- 2018: Nominierung für die Beste Regie (Three Billboards Outside Ebbing, Missouri)
- 2023: Auszeichnung für das Beste Drehbuch (The Banshees of Inisherin)
- 2023: Auszeichnung für den Besten Film – Komödie oder Musical (The Banshees of Inisherin)
- 2023: Nominierung für die Beste Regie (The Banshees of Inisherin)

San Sebastian Film Festival
- 2017: Auszeichnung mit dem San Sebastian Audience Award (Three Billboards Outside Ebbing, Missouri)[4]

Toronto International Film Festival
- 2012: Auszeichnung mit dem People’s Choice Award in der Sektion Midnight Madness (7 Psychos)
- 2017: Auszeichnung mit dem Grolsch People’s Choice Award (Three Billboards Outside Ebbing, Missouri)

Critics’ Circle Theatre Award
- 2015: Auszeichnung als „Best New Play“ für Hangmen

Laurence Olivier Award
- 2016: Auszeichnung als „Best New Play“ für Hangmen

New York Drama Critics’ Circle Award
- 2018: Auszeichnung als „Best Foreign Play“ für Hangmen

National Board of Review Award
- 2022: Auszeichnung für das Beste Originaldrehbuch (The Banshees of Inisherin)[5]

Satellite Award
- 2022: Nominierung für das Beste Originaldrehbuch (The Banshees of Inisherin)[6]

Critics’ Choice Movie Award
- 2023: Nominierung für die Beste Regie (The Banshees of Inisherin)[7]